# Yavor Yanakiev
Yavor Dimitrov Yanakiev –en búlgaro, Явор Димитров Янакиев– (Stara Zagora, 3 de junio de 1985) es un deportista búlgaro que compitió en lucha grecorromana.
Participó en los Juegos Olímpicos de Pekín 2008, obteniendo una medalla de bronce en la categoría de 74 kg. Ganó una medalla de oro en el Campeonato Mundial de Lucha de 2007 y una medalla de bronce en el Campeonato Europeo de Lucha de 2013.

## Palmarés internacional
| Juegos Olímpicos   | Juegos Olímpicos  | Juegos Olímpicos  | Juegos Olímpicos |
| Año                | Lugar             | Medalla           | Categoría        |
| ------------------ | ----------------- | ----------------- | ---------------- |
| 2008               | Pekín (China)     | Medalla de bronce | 74 kg            |
| Campeonato Mundial |                   |                   |                  |
| Año                | Lugar             | Medalla           | Categoría        |
| 2007               | Bakú (Azerbaiyán) | Medalla de oro    | 74 kg            |
| Campeonato Europeo |                   |                   |                  |
| Año                | Lugar             | Medalla           | Categoría        |
| 2013               | Tiflis (Georgia)  | Medalla de bronce | 74 kg            |